# С4М
С4 — советский бесшумный двуствольный пистолет, созданный в середине 1960-х годов для проведения специальных операций. Разрабатывался под боеприпас ПЗ/ПЗА/ПЗАМ калибра 7,62 мм (7,62×63 мм).

## Описание
Данный пистолет обладал двумя стволами, расположенными вертикально. Рекомендуемое расстояние для стрельбы — 10-12 м. 7,62-мм боеприпас обладал неплохим пробивным действием.

## Варианты и модификации
Пистолет выпускался в двух модификациях:
- С4 — первая модель, под патрон 7,62×63 мм ПЗ[4]
- С4М — модификация под патрон 7,62×63 мм ПЗАМ (с изменённой конструкцией гильзы)[4]= С4М =

В дальнейшем, на основе конструкции пистолетов С4 и С4М был разработан бесшумный пистолет МСП.

## Страны-эксплуатанты
- СССР — пистолеты С4 и С4М состояли на вооружении КГБ СССР и подразделений армейского спецназа[1]
- Россия — некоторое количество С4М сохранялось на вооружении после распада СССР в 1991 году[2]